# 1987–1988-as magyar női vízilabda-bajnokság
Az 1987–1988-as magyar női vízilabda-bajnokság az ötödik magyar női vízilabda-bajnokság volt. A bajnokságban hat csapat indult el, a csapatok két kört játszottak.

## Tabella
| #  | Csapat          | M | Gy | D | V | G+  | G-  | P  | Megjegyzés |
| -- | --------------- | - | -- | - | - | --- | --- | -- | ---------- |
| 1. | BVSC            | 8 | 8  | 0 | 0 | 131 | 45  | 16 |            |
| 2. | Szentesi Vízmű  | 8 | 6  | 0 | 2 | 107 | 48  | 12 |            |
| 3. | Vasas SC        | 8 | 4  | 0 | 4 | 104 | 76  | 8  |            |
| 4. | Bp. Honvéd      | 8 | 2  | 0 | 6 | 69  | 79  | 4  |            |
| 5. | Eger SE         | 8 | 0  | 0 | 8 | 25  | 188 | 0  |            |
|    | Szolnoki Vízügy | - | -  | - | - | -   | -   | -  | Törölve    |

* M: Mérkőzés Gy: Győzelem D: Döntetlen V: Vereség G+: Dobott gól G-: Kapott gól P: Pont
A bajnok BVSC játékoskerete: Bajusz Andrea, Dénes Andrea, Gendur Judit, Gombás Adrienne, Kertész Zsuzsa, Kókai Ildikó, Mányoki Mónika, Németh Éva, Miklósfalvi Éva, Pócsik Anita, Rafael Irén, Sólyom Ildikó, Szalkay Orsolya, Szolga Edit, Takács Ildikó, edző: Győre Lajos 
A második Szentes játékoskerete:  Csákó Ágnes, Eke Andrea, Geönczöl Ivett, Huff Zsuzsa, Papp Éva, Pengő Erzsébet, Rónaszéki Ildikó, Sipos Ivett, Szamosi Csilla, Sztankovics Tímea, Török Viola, Vincze Edit, edző: Tóth Gyula
A harmadik Vasas játékoskerete: Borbás Katalin, Dancsa Katalin, Ernst Ágnes, Fülöp Beatrix, Gruber Laura, Juhász Brigitta, Kiss Dorottya, Kolossa Andrea, Molnár Eszter, Nagy Katalin, Rédei Katalin, Sass Katalin, Schäffer Zsuzsa, Török Krisztina, Várkonyi Gabriella, Várkonyi Nóra, Vigh Alexandra, edző: Szűcs Péter 